# Горња Купиновица
Горња Купиновица је насељено место града Лесковца у Јабланичком округу. Према попису из 2022. било је 76 становника.

## Положај и тип
Горња Купиновица се налази на језерској заравни, у јужном подгорју Бабичке горе, готово у истој равни са селима на падинама исте планине: Бабичком, Црковницом (Старо Село) и Големом Њивом. Збијеног је типа, с тим што је од централног села на око стотину метара узводно засељена група од седам кућа рода Пејића.

## Име
Флора земљишта на коме се заселила Горња Купиновица је био онај фактор који је одиграо пресудну улогу у добијању имена овог села: топографски и остали услови погодовали су развоју купине на истом месту, па по тој флористичкој особености крај и село названи су Купиновица. Како се низводно неколико километара заселило село на терену са истим флористичким карактеристикама и прозвало тако исто Купиновицом, да би се правила разлика између ова два сеоска насеља, оно подигнуто на вишој језерској тераси добило је име Горња, а оно на нижем терену Доња Купиновица.

## Земља
Атар села Горње Купиновице протеже се на 671 хектар.
Земља носи ове називе:
- "Старо лојзе" - виногради;
- "Бариште" - њиве и део села;
- "Стојанов дел" - њиве;
- "Купиновица" - њиве и ливаде;
- "Валога" - њиве и ливаде;
- "Суварје" - њиве;
- "Драђевац" - њиве;
- "Црквени рид" - је у правцу Јерсенова па земљиште под тим називом прелази и у атар и тог села. На њему су њиве.
- "Под лојзе" - њиве;
- "Трлиште" - њиве и шума;
- "Рид" у правцу Јашуње - њиве и шума;
- "Мало гумниште" - шума;
- "Големо гуниште" - шума;
- "Руска чука" - шума;
- "Рамниште" - шума;
- "Говедарско пландиште" - шума;
- "Крива бука" - шума (највиши врх Бабичке горе);
- "Голема глава" - шума;
- "Вучја ливада" - шума;
- "Шопа" - шума;
- "Чајкина долина" - шума;
- "Припор" (стрмо земљиште) - шума;
- "Кликовац" - шума;
- "Китка" - њиве.

## Историја
Горња Купиновица као село је нова насеобина. У првом српском попису после ослобођења од Турака, она не фигурира као село већ је заведена уз село Јерсеново као чифлук купиновачки, па је у селу Јерсенову са тим чифлуком било свега 50 кућа. Мада се то из пописа не види, мора да је на њему било неколико кућа чифчија које су земљу чифлука обделавале, винограде обрађивале и о шуми се старале. То је по свему судећи, онај посед неког богатог Турчина који је био и господар Јерсенова. По казивању старих људи, под Турцима је на чифлуку било 3-4 куће.
Временом се на чифлук стали насељавати разни родови из Јарсенова и других села, па је тако пошто је у Србији по ослобођењу престао феудални систем, од феудалног добра - чифлука постало самостално село под именом Горња Купиновица.

## Демографија
У јесен 1976. пописани су ови родови настањени у Горњој Купиновици:
1. Пејићи, досељени из околине Пирота, чине издвојену махалу изнад села као заселак (7 кућа);
2. Млађини, из Дарковца (3 кућe);
3. Сушини, из Јарсенова (15 кућа);
4. Жерци (Цветановићи), из Црне Траве (9 кућа);
5. Ристинци, из Јарсенова (10 кућа);
6. Станковићи, из Црне Траве (Дарковца) (5 кућа);
7. Ковачевци (Станковићи), из Црвене Јабуке (5 кућа);
8. Алекса Турулеја, из Ораовице (Црковница - приведен) (1 кућа);
9. Стојилковци, досељени из непознатог краја (5 кућа);
10. Милчини, из Црне Траве (5 кућа);
11. Роми (Цигани), непознатог порекла, дошли око 1960 (5 кућа).

Родови Сушини и Ристинци потичу не само из истог села (Јерсенова), већ и од истог претка. Оснивач рода Сушиних био је Цветан Суша, а оснивач Ристиних - Риста. Риста и Цветан Суша били су браћа од стричева, то јест деца два рођена брата (Ђорђа и Станка).
У насељу Горња Купиновица живи 163 пунолетна становника, а просечна старост становништва износи 47,6 година (47,1 код мушкараца и 48,0 код жена). У насељу има 60 домаћинстава, а просечан број чланова по домаћинству је 3,15.
Ово насеље је углавном насељено Србима (према попису из 2002. године), а у последња три пописа, примећен је пад у броју становника.
|             | \| Демографија[2] \| Демографија[2] \| Демографија[2] \| \| Година \| Становника \| Становника \| \| -------------- \| -------------- \| -------------- \| \| 1948. \| 392 \| \| \| 1953. \| 401 \| \| \| 1961. \| 400 \| \| \| 1971. \| 354 \| \| \| 1981. \| 311 \| \| \| 1991. \| 250 \| 250 \| \| 2002. \| 189 \| 189 \| \| 2011. \| 141 \| \| \| 2022. \| 76 \| \| |            |
| Демографија | |            |
| Година      | Становника | Становника |
| 1948.       | 392 |            |
| 1953.       | 401 |            |
| 1961.       | 400 |            |
| 1971.       | 354 |            |
| 1981.       | 311 |            |
| 1991.       | 250 | 250        |
| 2002.       | 189 | 189        |
| 2011.       | 141 |            |
| 2022.       | 76 |            |

| Етнички састав према попису из 2002.‍ | Етнички састав према попису из 2002.‍ | Етнички састав према попису из 2002.‍ | Етнички састав према попису из 2002.‍ | Етнички састав према попису из 2002.‍ |
| ------------------------------------ | ------------------------------------ | ------------------------------------ | ------------------------------------ | ------------------------------------ |
|                                      |                                      |                                      |                                      |                                      |
| Срби                                 | Срби                                 |                                      | 162                                  | 85,71%                               |
| Роми                                 | Роми                                 |                                      | 27                                   | 14,28%                               |
| непознато                            | непознато                            |                                      | 0                                    | 0,0%                                 |

| Година пописа     | 1948. | 1953. | 1961. | 1971. | 1981. | 1991. | 2002. |
| ----------------- | ----- | ----- | ----- | ----- | ----- | ----- | ----- |
| Број домаћинстава | 60    | 62    | 73    | 77    | 74    | 73    | 60    |

| Број чланова      | 1 | 2  | 3 | 4 | 5 | 6 | 7 | 8 | 9 | 10 и више | Просек |
| ----------------- | - | -- | - | - | - | - | - | - | - | --------- | ------ |
| Број домаћинстава | 8 | 24 | 7 | 7 | 6 | 4 | 3 | 0 | 1 | 0         | 3,15   |

| Пол    | Укупно | Неожењен/Неудата | Ожењен/Удата | Удовац/Удовица | Разведен/Разведена | Непознато |
| ------ | ------ | ---------------- | ------------ | -------------- | ------------------ | --------- |
| Мушки  | 87     | 21               | 61           | 5              | 0                  | 0         |
| Женски | 81     | 8                | 60           | 12             | 1                  | 0         |
| УКУПНО | 168    | 29               | 121          | 17             | 1                  | 0         |

| Пол    | Укупно                    | Пољопривреда, лов и шумарство | Рибарство                            | Вађење руде и камена | Прерађивачка индустрија       |
| ------ | ------------------------- | ----------------------------- | ------------------------------------ | -------------------- | ----------------------------- |
| Мушки  | 68                        | 60                            | 0                                    | 0                    | 3                             |
| Женски | 66                        | 61                            | 0                                    | 0                    | 1                             |
| УКУПНО | 134                       | 121                           | 0                                    | 0                    | 4                             |
| Пол    | Производња и снабдевање   | Грађевинарство                | Трговина                             | Хотели и ресторани   | Саобраћај, складиштење и везе |
| Мушки  | 0                         | 1                             | 0                                    | 1                    | 0                             |
| Женски | 0                         | 0                             | 0                                    | 2                    | 0                             |
| УКУПНО | 0                         | 1                             | 0                                    | 3                    | 0                             |
| Пол    | Финансијско посредовање   | Некретнине                    | Државна управа и одбрана             | Образовање           | Здравствени и социјални рад   |
| Мушки  | 0                         | 0                             | 2                                    | 0                    | 0                             |
| Женски | 0                         | 1                             | 0                                    | 1                    | 0                             |
| УКУПНО | 0                         | 1                             | 2                                    | 1                    | 0                             |
| Пол    | Остале услужне активности | Приватна домаћинства          | Екстериторијалне организације и тела | Непознато            | Непознато                     |
| Мушки  | 0                         | 0                             | 0                                    | 1                    | 1                             |
| Женски | 0                         | 0                             | 0                                    | 0                    | 0                             |
| УКУПНО | 0                         | 0                             | 0                                    | 1                    | 1                             |